# Søren Vosgerau
Søren Vosgerau (født 16. marts 2000) er en dansk cykelrytter, der senest kørte for Team JS.dk.

## Karriere
Som ungdomsrytter hos Odder Cykel Klub rykkede Søren i 2019 op som A-licensrytter til Team OK Kvickly Odder Elite, hvor han fik sin første sejr som A rytter, ved et licensløb i Næstved. I 2021 skiftede Søren til holdet Team Sparekassen Vendsyssel Aalborg, hvor han i sit første år vandt Meldgaardløbet og Odder løbet, og efterfølgende samme år ved U23 i DM i landevejscykling 2021 vandt sølv ved linjeløbet.

## Meritter
2019
1. Licensløb, Næstved
2021
1. Meldgaardløbet
1. Odder løbet
2.  U23 linjeløb DM i landevejscykling 2021